# 青山なを
青山 なを（あおやま なお、1900年〈明治33年〉7月9日 - 1985年〈昭和60年〉8月1日 ）は、日本の文学博士で日本女性史の研究者。

## 生涯
1900年三浦助次郎と静の次女として東京府東京市本所区花町（現：東京都墨田区緑四丁目）に生まれる。東京女子高等師範学校付属高等女学校（現：お茶の水女子大学附属高等学校）から、東京女子大学国文科へ進み、1923年に卒業する。在学中に、垣内松三、沼波瓊音の薫陶を受け、学問史への関心を深めていく。
1928年に東北帝国大学法文学部に入学、村岡典嗣を指導者として日本思想史を研究。1931年に学士試験に合格し、その後、大学院に進学して日本女性精神史を研究する。
安井てつの勧めで、東京女子大学講師に就任。国語専攻部で教えながら、『万葉集』、『源氏物語』、『平家物語』、近松門左衛門等の諸作品における女性観を研究する。
1933年に青山嶺次と結婚し青山姓になる。1940年に夫の転勤のために、大学を辞めて兵庫県西宮市に移る。1942年に東京に戻り、太平洋戦争終結後の1946年に東京女子大学に復職する。1948年新制大学になると文学部史学科助教授に就任、1950年には教授、1957年より付属比較文化研究所所員を兼任。1966年に東京女子大学を退職した。1969年から梅花女学院大学教授。
1946年に東京女子大学同窓会の委嘱により、『安井てつ伝』を執筆。それ以降、近代女子教育史を研究し、福沢諭吉、森有礼、中村正直らの『明六雑誌』における女性観研究、木村熊二夫妻、巌本善治をめぐる明治女学校の研究をする。1971年に「明治女学校の研究」により、東北大学から文学博士の学位を授与される。
1985年死去。臨終洗礼を受け、マリアの洗礼名を受けた。1986年女性史研究奨励のために「青山なを記念基金」が遺言により設けられ、優れた女性史の業績に対して『女性史青山なを賞』が与えられることとなった。

## 著作
- 『青山なを著作集』（慶應通信）1982年 - 1984年
  - 1巻『源氏物語研究および古典諸論』
  - 2巻『明治女学校の研究』
  - 3巻『安井てつと東京女子大学』
  - 4巻『小論と随想』
  - 別巻『若き日のあゆみ 師沼波瓊音のことなど』
- 『安井てつ傳』（岩波書店）1949年
- 『伝記・安井てつ』（大空社）1990年

## 編書
- 『安井てつ先生追想録』（安井てつ先生記念出版刊行会）1966年